# Tuzla (đảo)
Đảo Tuzla (tiếng Ukraina: Тузла, tiếng Nga: Тузла, tiếng Tatar Krym: Тузла; bắt nguồn từ tiếng Thổ Nhĩ Kỳ "tuzla" – mặn) là một đảo cát nhỏ có hình dạng một mũi đất nằm tại giữa eo biển Kerch, giữa bán đảo Kerch ở phía tây và bán đảo Taman ở phía đông. Đảo được hình thành từ một phần bán đảo Taman sau một cơn bão năm 1925.
Eo biển Kerch nối biển Azov và biển Đen. Về mặt hành chính, đảo Tuzla thuộc khu tự quản Kerch ở phần phía đông của Krym.

## Hạ tầng
Chính thức thì trên đảo không có một khu định cư lâu dài; tuy nhiên đảo có một đồn biên phòng (Cục Biên phòng Ukraina), một khu định cư đánh cá nhỏ với một vài khu vườn tư nhân và hai khu nghỉ dưỡng "Albatross" và "Two Seas". Điện của đảo được cung cấp từ hai nhà máy điện diesel. Trên đảo này cũng có một bến tàu và một bãi đáp trực thăng. Cầu tàu thứ hai nằm gần khu định cư đánh cá đang trong tình trạng nguy cấp và không được sử dụng. Hai con đường bê tông chạy dọc đảo. Từ tháng 5 đến tháng 10, một cửa hàng hoạt động tại khu nghỉ dưỡng "Two Seas".
Đảo này được sử dụng trong quá trình xây dựng Cầu Krym, được khánh thành vào tháng 5 năm 2018, nối Krym với đại lục Nga.

## Lịch sử
Đảo Tuzla được hình thành khi mũi đất tiếp nối bán đảo Taman bị xói mòn nghiêm trọng trong một cơn bão lớn vào năm 1925. Vào thời cổ đại (2.500 năm trước), mực nước biển thấp hơn hiện tại bốn mét, điều đó có nghĩa là địa điểm Tuzla hiện đại là một vùng đất khá rộng, là một phần của bán đảo Taman. Bản thân bán đảo Taman vào thời điểm đó là một phần của đồng bằng Kuban, và được ngăn cách với phần còn lại của vùng đất bằng các dòng chảy vào biển Azov và biển Đen. Một số nhà sử học xác định Tuzla là đảo Alopeka, được các tác giả cổ đại đề cập, nằm trong vùng biển Bosporus Cimmeria, và khi hòn đảo này định kỳ nối với bờ biển châu Á của Bosporus, kết quả dải đất được sử dụng làm lối vào đi qua phần hẹp nhất của Bosporus Cimmeria, nằm giữa Alopekoy và bờ biển châu Âu của Bosporus. Các nhà sử học và nhà địa chất khác bác bỏ giả thuyết như vậy, tin rằng cả hòn đảo và mũi đất Tuzla đều không tồn tại trong thời cổ đại.
Trước khi Liên Xô tham gia Thế chiến II năm 1941, nó là một phần của tỉnh Krym. Đến ngày 19 tháng 2 năm 1954, trở thành một phần của Cộng hòa Xã hội chủ nghĩa Xô viết Ukraina, và sau khi Liên Xô tan rã vào năm 1991 đã trở thành nhà nước Ukraina.

## Tranh chấp 2003
Từng xảy ra tranh chấp lãnh thổ về quyền sở hữu đảo giữa Ukraina và Nga vào tháng 10 năm 2003. Chính quyền Nga tuyên bố việc chuyển giao Krym cho Ukraina năm 1954 chỉ bao gồm các phần lục địa của Krym, mặc dù đảo Tuzla từng là một phần hành chính của Krym từ năm 1941.
Phía Nga bắt đầu xây dựng một con đập từ bán đảo Taman hướng tới đảo mà không có tham vấn sơ bộ nào với chính quyền Ukraina. Sau khi việc xây dựng con đập dài 3,8 km bị đình chỉ chính tại biên giới Nga-Ukraina, khoảng cách giữa đập và đảo thành 1.200 m. Con đập làm tăng cường độ dòng chảy trong eo biển và xói mòn của đảo. Để ngăn chặn tình trạng xói mòn, chính phủ Ukraina tài trợ cho công việc đào sâu lòng eo biển. Ukraina từ chối công nhận eo biển này là nội thủy của cả hai nước cho đến năm 2003.
Vào ngày 21 tháng 10 năm 2003, Cục Biên phòng Ukraina bắt giữ tàu kéo Truzhenik của Nga, tàu này đã đi qua biên giới Ukraina và tiến hành giám sát bằng hình ảnh và video về đảo. Sau vụ việc, một giao thức tương ứng được tạo ra và con tàu được bàn giao cho chính quyền Nga. Vào ngày 23 tháng 10 năm 2003, Quốc hội Ukraina ban hành nghị quyết "loại bỏ mối đe dọa đối với sự toàn vẹn lãnh thổ của Ukraina xuất hiện do kết quả của việc Liên bang Nga xây dựng đập trên eo biển Kerch".
Vào ngày 30–31 tháng 10 năm 2003, các cuộc đàm phán bắt đầu giữa Ukraina và Nga dẫn đến việc đình chỉ việc xây dựng con đập. Do xung đột, ngày 2 tháng 12 năm 2003, một đồn tuần tra biên giới của Ukraina đã được lắp đặt trên đảo. Vào ngày 5 tháng 12 năm 2003, Nội các Ukraina ban hành Lệnh #735p liên quan đến các biện pháp khẩn cấp để bảo vệ đảo. Vào ngày 4 tháng 7 năm 2004, Nội các Ukraina ban hành Lệnh #429p, dự kiến việc xây dựng các công trình gia cố bờ biển và di chuyển dân cư khỏi các lãnh thổ bị ngập lụt.
Sau cuộc xung đột năm 2003, Hội đồng Tối cao Krym ra lệnh thành lập một khu định cư mới trên đảo. Tuy nhiên, vào ngày 6 tháng 9 năm 2006, chính quyền thành phố Kerch từ chối vì nó mâu thuẫn với thành phần hành chính-lãnh thổ của thành phố.
Tranh chấp về quyền đi lại được giải quyết bằng một thỏa thuận song phương năm 2003 về hợp tác sử dụng biển Azov và eo biển Kerch, khiến các vùng nước này chia sẻ nội thủy của cả hai nước, nhưng những căng thẳng mới đã nảy sinh sau năm 2014 khi Nga sáp nhập Crimea và Sevastopol.

## Sau năm 2014
Kể từ khi Nga sáp nhập Krym vào tháng 3 năm 2014, đảo này được chính quyền Krym mới thành lập chuyển giao cho chính quyền trung ương của Nga và được sử dụng làm tảng đá giậm bước cho cây cầu mới nối Krym với đại lục Nga.

## Hình ảnh

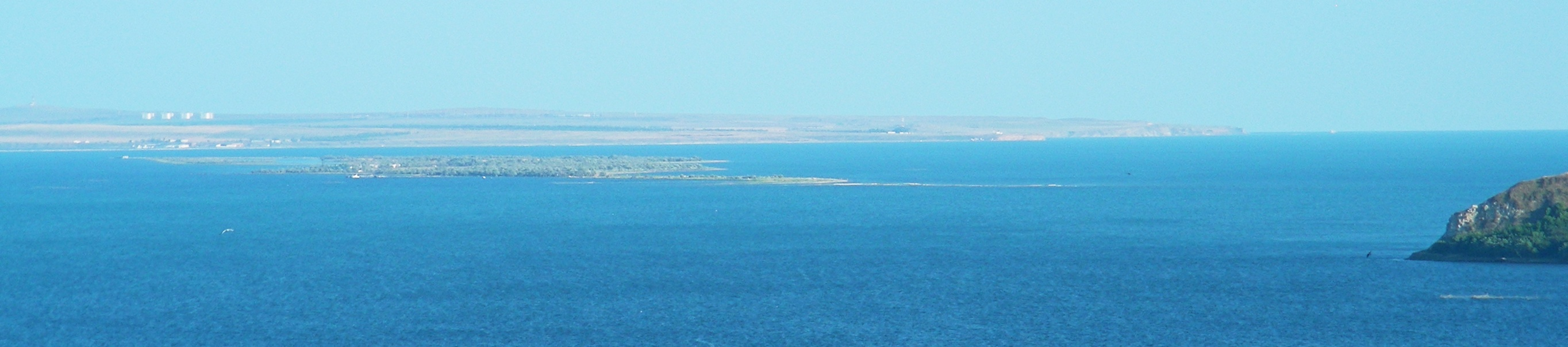
Đảo Tuzla (trung tâm). Nhìn từ núi Mithridat (Kerch, Krym).
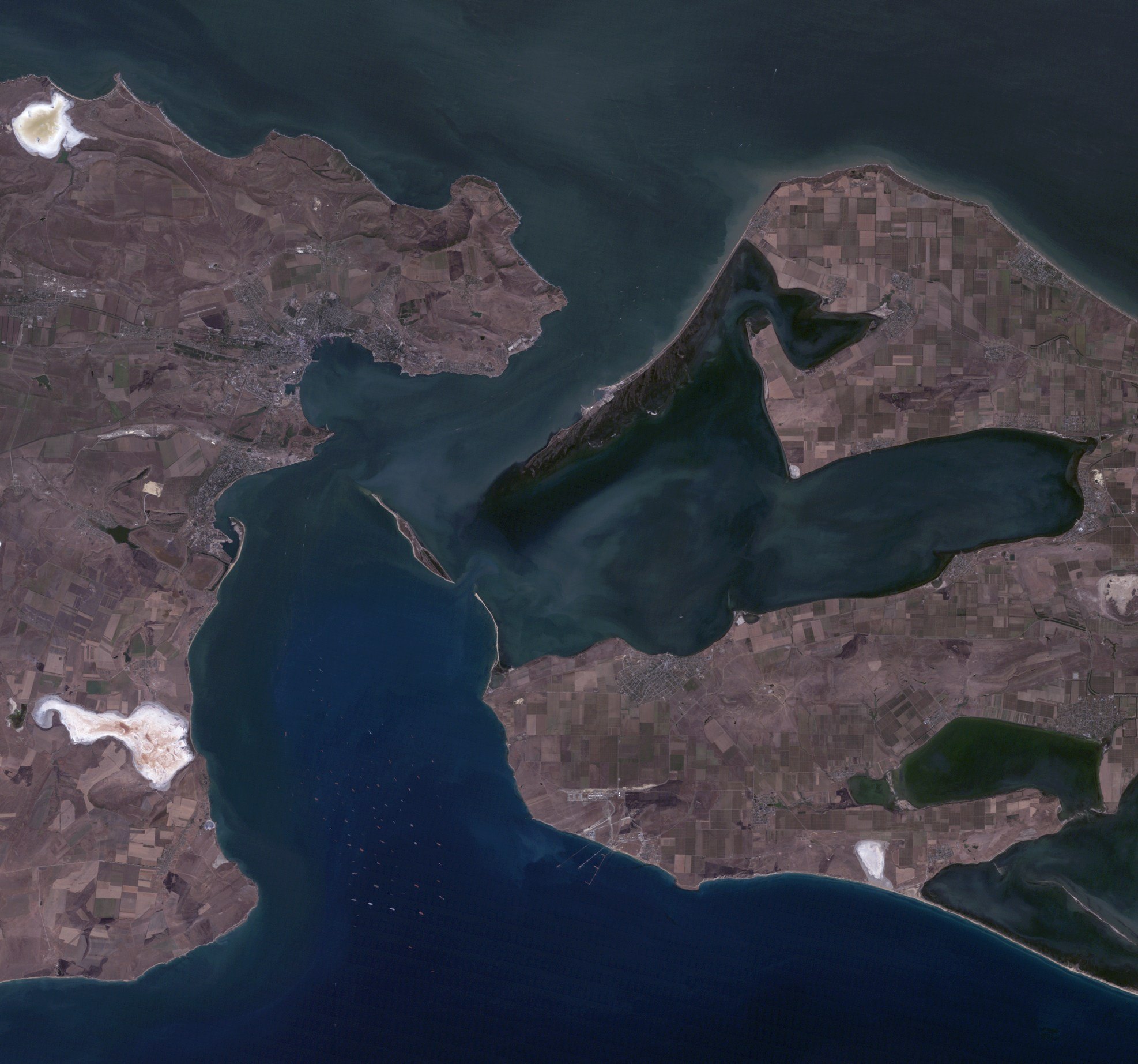
Eo biển Kerch năm 2011 mô tả một địa hình rộng lớn dường như trải dài từ bờ biển Nga tới đảo
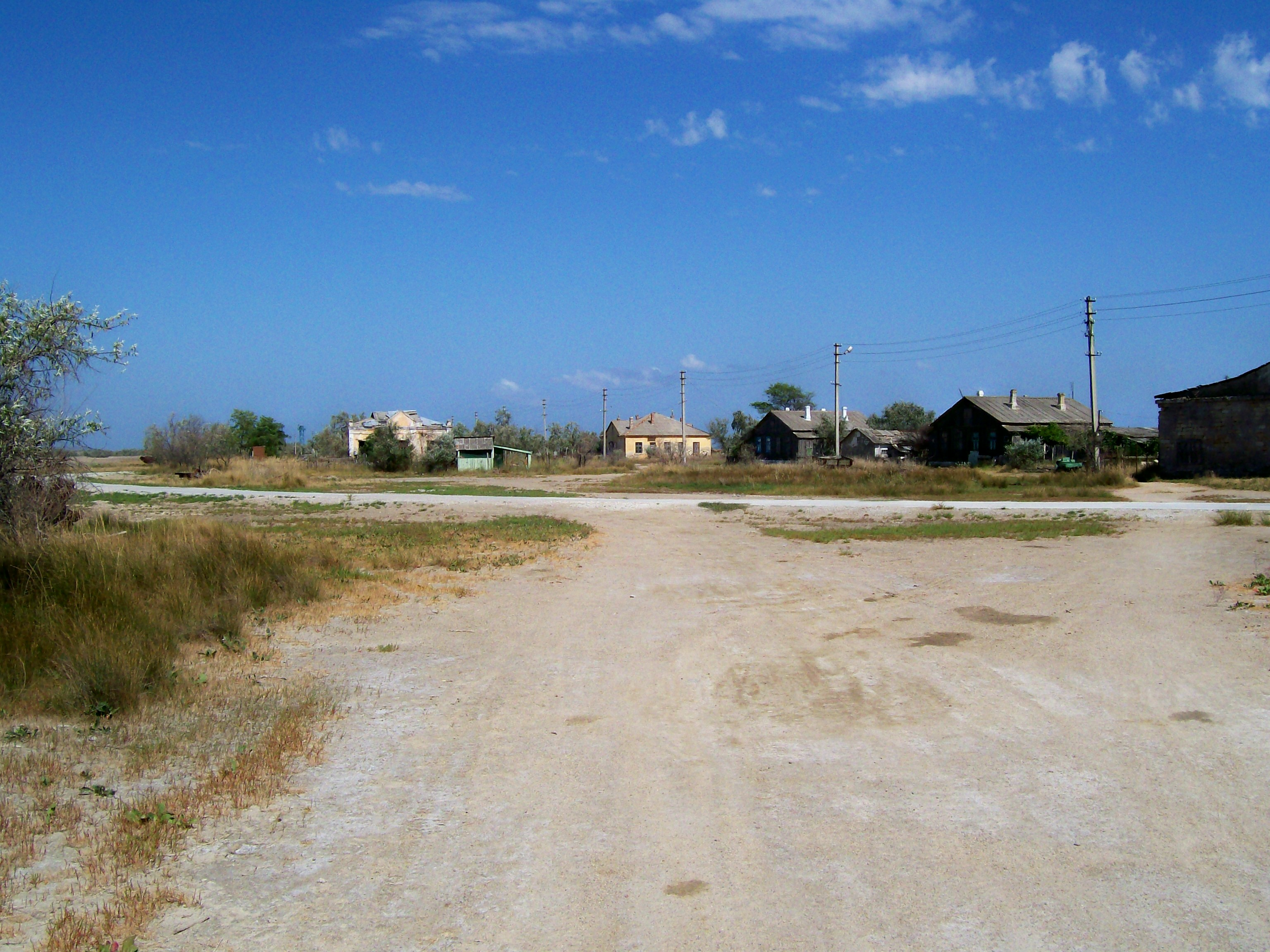
Khu định cư đánh cá tại Tuzla năm 2007
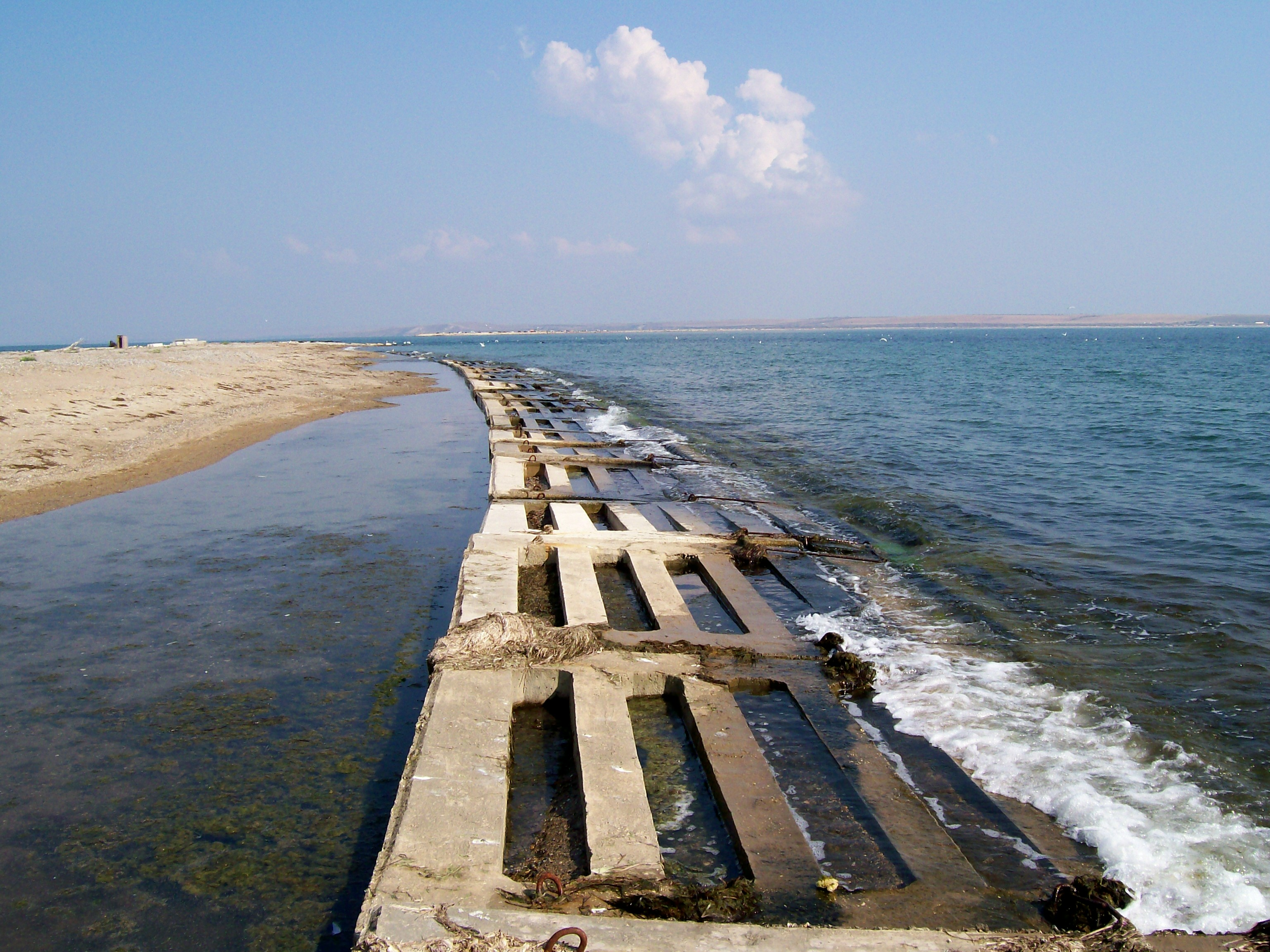
Kết cấu gia cố đảo Tuzla (2007)
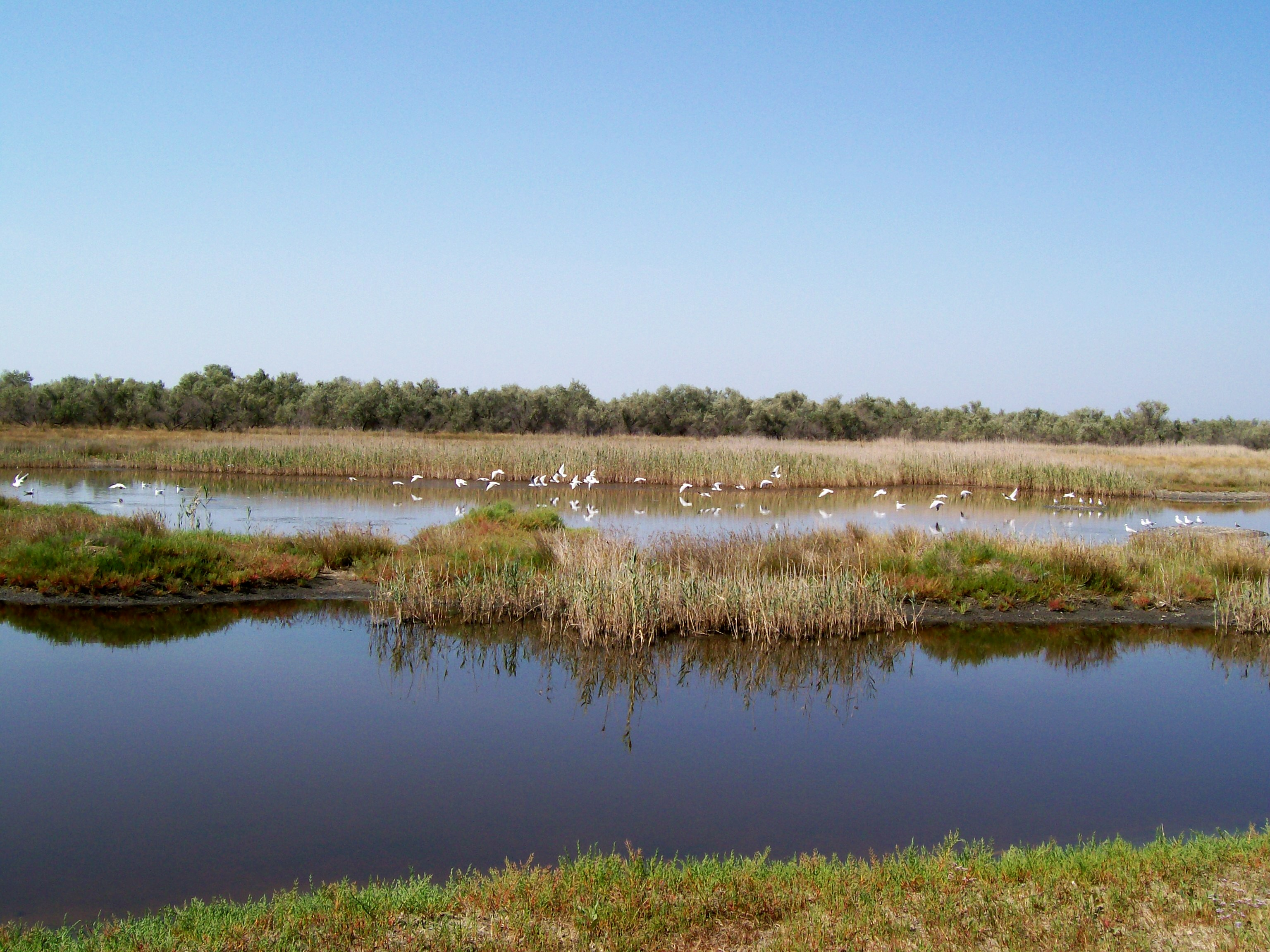
Các hồ bên trong đảo Tuzla (2007)
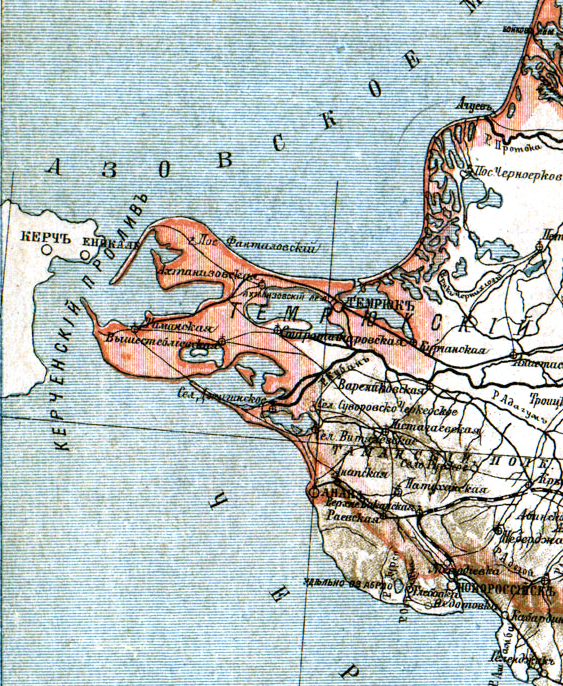
Mũi đất Tuzla trên bản đồ thế kỷ 19 của vùng Kuban